# Joseph Benoît de Loën d'Enschede
Joseph Benoît (Jozef Benedict) de Loën d'Enschede (Roosbeek, 11 augustus 1756 - Gent, 3 februari 1844) was gouverneur van West-Vlaanderen onder het Verenigd Koninkrijk der Nederlanden.
De Loen was onder het ancien régime officier in het regiment van Vierset. In 1816 werd hij in de ridderschap van Oost-Vlaanderen opgenomen met de titel van baron.
Hij was gouverneur van West-Vlaanderen van 5 oktober 1815 tot 26 december 1820.
Vervolgens werd hij benoemd tot lid van de Eerste Kamer der Staten Generaal en nog later tot kamerheer van Willem I.
Hij was een zoon van baron Paul de Loën d'Enschede en Marie-Louise de Weustenraedt. Hijzelf trouwde achtereenvolgens met Marie-Anne Rodriguez d'Evora y Vega (1750-1814) en met gravin Henriette de Rindsmaul (1777-1863).